# Sprytny żabuś
Sprytny żabuś (ros. Находчивый лягушонок) – radziecki krótkometrażowy film lalkowy z 1981 roku w reżyserii Wiktora Winnikowa. O tym jak przyjaciele uratowali przed suszą kwitnące łąki.

## Literatura
- Лебедева Л., Находчивый лягушонок, 2010. ISBN 978-5-94707-062-0[3]
- Oras E., Sprytny żabuś: Bajka filmowa, Wszechzwiązkowe Biuro Propagandy Sztuki Filmowej, Związek Filmowców ZSRR, 1988.